# Državna cesta D408
D408 je državna cesta u Hrvatskoj. Ukupna duljina iznosi 3,8 km.